# Mestia
Mestia (gruzinsko მესტია) je visokogorsko mesto (daba) na severozahodu Gruzije, na nadmorski višini 1500 metrov v gorah Kavkaza. Je prestolnica Zgornje Svanetije in razširjena aglomeracija več zaselkov, posuta s slikovitimi svanetskimi stolpi.

## Geografija
Mestia leži v zgodovinski regiji Svanetiji, današnji regiji Mingrelija - Gornja Svanetija (Samegrelo-Zemo Svaneti), približno 128 kilometrov severovzhodno od regionalne prestolnice Zugdidi. Mestia in sosednji zaselki tvorijo raioni - okrožje Mestia. Površina okrožja je 3044 kvadratnih kilometrov. Po popisu iz leta 2014 je štelo 9316 (1973 v samem mestu) prebivalcev. Leta 1968 je Mestia dobila status mesta (gruzijsko: daba).
Najstarejši zaselki z večino stolpov so nad reko Enguri na severni strani mesta: Lehtagi na severozahodu ter Lančvali in Lagami na severovzhodu.
Mestia ima letališče Kraljice Tamare, ki ga od leta 2010 upravlja državno podjetje United Airports of Georgia.

### Okrožje Mestia
Okrožje Mestia leži v regiji Mingrelija - Gornja Svanetija (Samegrelo-Zemo Svaneti). Njegovo upravno središče je daba Mestia. Zajema ozemlje Zemo Svaneti, sotesko reke Enguri, od izvira na meji Samegrela. Upravna enota obsega naselja oziroma zaselke: Daba Mestia, Bečo, Etseri, Idliani, Ipari, Kala, Lahamula, Latali, Lenjeri, Mulahi, Nakra, Ušguli, Pari, Chumari, Cvirmi, Čuberi, Haiši. Ozemlje Zemo Svaneti je razdelilo pogorje Bali na Zemo Svaneti in Kvemo Svaneti. Okrožje Mestia je gorsko z do 200 ledeniki, vključno z najvišjim vrhom Gruzije, Šharo. Glavna reka je Enguri, njeni pritoki so: Adišičala, Mulhra, Dolra, Nenskra, Ipari, Haišura, itd.

## Zgodovina
Zgodovinsko in etnografsko je Mestia od nekdaj veljala za glavno skupnost Zemo ali regije Zgornji Svaneti. Prej je bila znana kot Seti (სეთი). Prebivalci so večinoma Svani, kulturna in jezikovna podskupina Gruzijcev. Kljub majhnosti je bilo mesto stoletja pomembno središče gruzijske kulture in vsebuje številne srednjeveške spomenike, kot so cerkve in utrdbe, uvrščene na seznam Unescove svetovne dediščine.

## Arhitektura in znamenitosti
V mestu prevladujejo kamniti stolpi tipa, kot jih vidimo v Ušguliju (Svanetski stolpi). Tipično Svanovo utrjeno stanovanje je bilo sestavljeno iz stolpa, prizidane hiše (machub) in nekaterih drugih gospodarskih poslopij, obdanih z obrambnim zidom.
Edinstvene ikone in rokopise hranijo v Zgodovinsko-etnografskem muzeju Mestia. Muzej je eden izmed najboljših v Gruziji, s čudovitim prikazom cerkvenih zakladov, rokopisov, orožja, nakita, kovancev in zgodovinskih fotografij. Vrhunec je soba ikon iz 10. do 14. stoletja iz Svanetskih cerkva, narejenih iz srebra ali poslikanih v temperi na lesu. Najboljše od njih imajo edinstveno človeško in naturalistično kakovost.
Mesto je tudi središče gorniškega turizma. Najbolj priljubljen daljši pohod iz Mestije je slikovit štiridnevni pohod dolg 50 km vzhodno do Ušgulija. Na poti se preči več dolin, prelazov (tudi prelaz Čhunderi, 2655m), obišče se ledenik Adiši, predvsem pa so spektakularni pogledi.
Turistični razvoj, ki ga sponzorira vlada, je prinesel obnovljen osrednji trg Mestie Setis moedani, hitro gradnjo novih hotelov ter smučišč in majhnega letališča.

## Galerija
- Mestia jeseni
- Hotel in trg v mestu
- Letališče v Mestiji
- Mestia pozimi
- Vas Mestia leta 1890
- Mestia

## Pobratena mesta
| - San Gimignano, Italija (od 1975) |